# Waynesboro, Virginia
Waynesboro, Virginia là một thành phố thuộc quận, tiểu bang Virginia, Hoa Kỳ. Thành phố có diện tích km², dân số thời điểm năm 2000 theo điều tra của Cục điều tra dân số Hoa Kỳ là người2.